# Ellah Wakatama Allfrey
Ellah Wakatama, née le 16 septembre 1966, est rédactrice en chef chez Canongate Books, chercheuse principale à l'Université de Manchester et présidente du prix Caine pour l'écriture africaine. Elle est la directrice de publication fondatrice d'Indigo Press. Rédactrice et critique basée à Londres, elle faisait partie du jury de l'International Dublin Literary Award 2017 et du Man Booker Prize 2015. En 2016, elle est professeur invité et chercheuse interculturelle mondiale au Goshen College, Indiana, et est maître invité pour la bourse de journalisme internationale de la Fondation Gabriel Garcia Marquez 2016 à Carthagène des Indes. Ancienne rédactrice en chef adjointe du magazine Granta,, elle est rédactrice en chef chez Jonathan Cape, Random House et rédactrice adjointe chez Penguin. Elle est la rédactrice en chef de la série Kwani Manuscript Project et éditrice des anthologies Africa39 (Bloomsbury, 2014) et Safe House: Explorations in Creative Nonfiction (Dundurn / Cassava Republic).
Ses articles de presse sont publiés dans les journaux Telegraph, Guardian et Observer ainsi que dans les magazines Spectator et The Griffith Review. Elle contribue également à l'anthologie 2019 Nouvelles Filles d'Afrique. Elle a également contribué régulièrement aux pages du livre de NPR. Sa diffusion comprend des critiques pour All Things Considered de NPR et Saturday Review de BBC Radio 4. Elle a siégé au jury de sélection de la bourse Bellagio de la Fondation Rockefeller pendant sept ans et est sélectionneuse de littérature pour l'initiative Mentor & Protégée Rolex 2014-15, ainsi que présidente du jury de sélection des bourses de la Fondation Miles Morland pendant trois ans. Elle siège au conseil consultatif d'Art for Amnesty et au comité consultatif éditorial de la Johannesburg Review of Books et de la Lagos Review of Books. En 2011, elle est nommée Officier de l'Ordre de l'Empire britannique (OBE) pour services rendus à l'industrie de l'édition et en 2019, elle est nommée membre honoraire de la Royal Society of Literature.

## Biographie
Né à Salisbury en Rhodésie, le 16 septembre 1966 d'un Zimbabwéen romancier, journaliste et éditeur Pius Wakatama et d'une militante des droits des femmes Winnie Wakatama (née Ndoro), Ellah Wakatama passe ses années de formation entre Salisbury et le Midwest des États-Unis tandis que son père étudiait à l'Université de l'Iowa. Elle est retournée en Rhodésie à l'âge de 10 ans, fréquentant l'école Arundel. Son retour en Amérique est motivé par ses études universitaires, qui ont commencé au Goshen College, où elle a obtenu un baccalauréat en journalisme, et se sont terminées à l'Université Rutgers, où elle a obtenu une maîtrise de la School of Communication, Information and Library Studies[réf. nécessaire].
Elle réside maintenant à Londres, au Royaume-Uni, où elle travaille comme rédactrice en chef chez Canongate Books, chercheuse à l'Université de Manchester et présidente du Prix Caine pour l'écriture africaine.
Elle est la sœur de l'écrivain et militant pour la naissance naturelle Mavhu Farai Wakatama Hargrove et de feu Nhamu Wakatama et Richard Wakatama,.

## Prix
Membre de la Royal Society of the Arts, Allfrey a reçu l'Ordre de l'Empire Britannique lors des honneurs du Nouvel An 2011 pour ses services rendus à l'industrie de l'édition,.
En 2019, elle est élue membre honoraire de la Royal Society of Literature.
Elle est nommée « Personnalité littéraire africaine de l’année 2019 » ' Brittle Paper. un prix récompensant les personnes qui travaillent dans les coulisses pour soutenir l’establishment littéraire africain.

## Productions

### Articles et essais sélectionnés
- Critique de Call It Dog par Marli Roode (The Guardian, 28 août 2013)[15]
- Le grand Chinua Achebe est l'homme qui a donné une voix à l'Afrique (The Observer, 24 mars 2013)[16]
- Salut à tous la Renaissance africaine (The Telegraph, 9 septembre 2011)[17]
- La bataille culturelle nous a donné des livres et des musiques de génie (The Observer, 13 avril 2013)[18]
- Les écrivains ont besoin de nouvelles façons de parler du passé et du présent de l'Afrique (The Guardian, 4 juin 2016)[10]
- Longchase (Nouvelles Filles d'Afrique, 2019)[19]

### Podcasts/vidéo
- Podcast Guardian Books : Fiction politique, 5 avril 2013[20]
- Ellah Wakatama Allfrey sur Behind the Headlines, 3 janvier 2011[21].
- Ellah Allfrey parle avec Audible de la quatrième édition du " Best of Young British Novelists " ' Granta[22].